# Triathlon vid europeiska spelen
Triathlon vid europeiska spelen är triathlontävlingar som ingick i de europeiska spelen. Triathlon var en av de 20 sporter som fanns med vid de första europeiska spelen 2015. Dessa tävlingar var också en del av kvalet till olympiska sommarspelen 2016.
Triathlon fanns inte med på programmet under andra upplagan 2019. Vid tredje upplagan 2023 var triathlon tillbaka med mixstafett som en ny gren.

## Grenar
Precis som i olympiska sommarspelen fanns en tävling för herrar och en för damer på programmet. 
|           |  |   |   |   |  |  |  |  |  |  |  |  |  |  |  |  |  |  |  |  |  |  |  |  |  |  |
| Triathlon |  | 2 | - | 3 |  |  |  |  |  |  |  |  |  |  |  |  |  |  |  |  |  |  |  |  |  |  |

## Medaljörer

### 2015
Se även Triathlon vid europeiska spelen 2015.
| Gren   | Guld                | Silver                 | Brons                   |
| Herrar | Gordon Benson (GBR) | João Pedro Silva (POR) | Rostyslav Pevtsov (AZE) |
| Damer  | Nicola Spirig (SUI) | Rachel Klamer (NED)    | Lisa Nordén (SWE)       |

### 2023
Se även Triathlon vid europeiska spelen 2023.
| Gren       | Guld                                                                   | Silver                                                                  | Brons                                                         |
| Herrar     | Vetle Bergsvik Thorn (NOR)                                             | Shachar Sagiv (ISR)                                                     | Adrien Briffod (SUI)                                          |
| Damer      | Solveig Løvseth (NOR)                                                  | Julia Hauser (AUT)                                                      | Jolien Vermeylen (BEL)                                        |
| Mixstafett | Norge Vetle Bergsvik Thorn Lotte Miller Casper Stornes Solveig Løvseth | Storbritannien Barclay Izzard Sophie Alden Connor Bentley Sian Rainsley | Ungern Gergely Kiss Zsanett Bragmayer Gergő Dobi Márta Kropkó |